# Barkovlje
Barkovlje (tržaško-beneško in italijansko Barcola) so priobalna predmestna četrt v Trstu, v severovzhodni Italiji, okoli 5 km severozahodno od središča mesta, v smeri proti gradu Miramar in Nabrežini. Prvotno so bile Barkovlje stara ribiška vas, v kateri so živeli pretežno Slovenci.
V Barkovljah od leta 1969 v mesecu oktobru prirejajo vsakoletno enodnevno jadralno regato Barkovljanka, ki se je udeleži preko tisoč jadrnic in je največja tovrstna regata na svetu.